# たとえ灰になっても
『たとえ灰になっても』（たとえはいになっても）は、鬼八頭かかしによる日本の漫画。『ヤングガンガン』（スクウェア・エニックス）にて、2016年No.01（2015年12月18日発売）から連載されたが、2019年2月2日に作者が死去し、前日発売の同年No.04に掲載された第56話をもって連載中止となった。略称は「たと灰」。

## あらすじ

### たとえ灰になっても
高校生・四宮良真は、とある事件で両親を失ってから妹の幸花が唯一の心の支えだったが幸花が難病を患い、医師からは手術しなければ余命1か月であることを告げられる。しかし、手術費用は10億円ということから途方に暮れていた良真のもとへ、チケットを持った謎の女が現れる。彼女によれば、まもなく公でない“ゲェム”が開催され、勝利すれば大金を得ることができるという。「自らが望むモノのために命を懸ける事は出来るか？」の問いに「できる」と答えた良真はチケットを受け取った直後、交通事故に巻き込まれて命を落とす。
再び目覚めた良真は見知らぬ女性の姿になっていた。先ほどの「謎の女」こと天使・クロエルから、ここは辺獄（リンボ）であり、参加者はすべてクロエルの仕組んだ意図的な事故による死亡を経て、仮初の身体に魂を吹き込まれた状態となっているが、“ゲェム”に勝利すれば勝ち取った金額を手にしたうえで元の肉体で蘇生できるという説明を受ける。一方、敗者にはクロエルから「残酷な死」が与えられ、現世で復活することはできない。
しかし、この“ゲェム”には重大なルールがある。それは「本名を呼ばれると死亡する」というものであるうえ、参加者はすべて「真戸賀市」の住民から選ばれており、肉親から通りすがりの者までさまざまな形で互いに面識を持っている。そのため、各参加者は便宜上の偽名を名乗る必要があり、良真は幸花を救うという決意から「ユキ」と名乗る。あらゆる事情を抱えた個性豊かな参加者たちと共に、ユキは”ゲェム”に挑んでゆく。

### すべて灰になっても
ユキが配属されていた予選Fグループを除く他の5グループの予選での戦いを描いたスピンオフ漫画。沙羅を主人公とした『Aグループ編』と、紫ユカリを主人公とした『Cグループ編』、最終章である『B・D・Eグループ編』が公開されている。本編にも登場したプレイヤーたちに加え、予選で敗死して本編には未登場のプレイヤーたちも新たに登場する。

## 登場人物

### 主要人物
ユキ / 四宮 良真（しのみや りょうま）
本作の主人公。一人称は「俺」。高校3年生。
妹・幸花の治療費10億円のための資金集めに奔走していたが、クロエルの問いに「できる」と答えたことで死亡し、ゲェムに参加させられてしまう。
いかなる状況下ですらほとんど冷静さを崩さない豪胆さや状況を的確に分析し、相手の思考や策略を見抜く洞察力、相手の良心や慢心を煽って自分の意のままに操る狡猾さに加え、自身を気に懸けてくれたプレイヤーですら躊躇なく陥れたり、他のプレイヤーが痛苦を受けている様子を微笑みを浮かべながら平然と眺めるほどの残忍さを併せ持ち、一部のプレイヤーからは「悪魔」と恐れられている。その反面、自身に協力してくれた常称寺との口約束を反故にせずに守ったり、予選のルールを知る前は「全員が生き残れるように協力しよう」というめがね子の提案に賛同するなど、良心らしきものもある。運動不足の相手と互角に立ち回れる程度の身体能力を持ち、学業においても美術以外ではトップクラスの成績を修めている。幸花以外の者の命に対する価値を抱いておらず、幸花を救うためなら、自身と何らかの縁を持つ可能性のある他のプレイヤーたちを犠牲にすることすら厭わない無慈悲な姿勢でゲェムに挑む。
優秀な刑事であった父を慕っていたが、豹変した父が母を殺害する場面を目撃したことや「人殺しの子供」のレッテルを貼られた挙げ句、幸花共々、叔父からの虐待を含む凄惨な仕打ちを受け続けてきた過去から、父と叔父に深い憎しみを抱いている。また、劣悪な環境で育った影響により現在の冷酷な人格を持つようになった。
ゲェムへの参加目的は「幸花を救うため」。必要額は10億円で、それだけあれば幸花を救うことができると考えている。
めがね子と手を組んで自身を殺そうとした山田の作戦を見抜き、常称寺と手を組んで逆に山田を精神的に追い詰めて勝利し、予選を突破する。予選で20億4円を獲得するが、そのうち10億4円を常称寺に譲渡し、予選終了時点での所持金総額は10億円。
準々決勝開始時のカード引きの結果は「鬼」(K)（プランBでは引いたカードは「6」と宣言している）。プランB壊滅までは目立った行動を見せていなかったが、†姫蘭†の演技に騙されそうになっていた亡々死を救った後、協力して†姫蘭†のチェンジを潰す作戦を持ち掛ける。その後亡々死と手を繋ぎ、「無敵」になったかと思われたが、実は自身の鬼を移すための作戦であり、終了直前に亡々死に「でーん」する。しかしたまたま転送先にいた鈴野りんにより再び鬼にされてしまうが、何者かがチェンジを用いたことで「鬼」が秋原カエデに移り、鬼ごっこが終了する。
プランBの前にショーコに取引を持ち掛け、彼女が引いたカードを教えてもらう代わりに自らが「鬼」であることを明かした。そのため他のプランB参加者と数字が被ることはなかった。
現世での死因はトラックに轢かれたことによる事故死。クロエルから与えられた姿は、黒いロングヘアの少女だが、元の姿は眼鏡を掛けたショートヘアの少年。偽名の由来は妹の名前から。
『すべて灰になっても』では、クロエルの目を通してわずかながら登場している。

### ゲェムのプレイヤー
名前表記は特記がないものは偽名。

#### 予選Aグループ
沙羅（さら）
ゲェムのプレイヤーの1人。一人称は「僕」。『すべて灰になっても』Aグループ編の主人公。
本名は江端 優哉（えばた ゆうや）。良真の学校の生徒会長。
実直で正義感が強く、ゲェムを止める方法を模索している。
準々決勝開始時のカード引きの結果は「子」（プランBでは引いたカードは「10」と宣言している）。途中で遭遇した亡々死に「ゲェムを止める方法を見つけた」と協力を求めるも拒絶されるが、プランBでは「鬼」の疑いを掛けられた亡々死の潔白を証明しようとしている。「鬼」であることを暴かれた常称寺をなぶり者にしようとした†姫蘭†の提案に対し、†姫蘭†からの脅迫に屈することなくただ一人反対し、亡々死が†姫蘭†を裏切るきっかけを作る。ユキの策略にはまり、「鬼」にされた亡々死の身代わりとして「チェンジ」を使用し自分と亡々死の「鬼」を入れ替え、ゲェムオーバーとなる。ユキの正体には気付いているが「大切な人」と思っており、ユキを憎み本名を明かせと迫る亡々死に対し「教えない」と答えている。
クロエルから与えられた姿は、ツインテールの凛とした印象の少女だが、元の姿はショートヘアの端正な顔立ちの少年。偽名の由来は幼馴染の女子から。
ルセット
ゲェムのプレイヤーの1人。一人称は「わたし」。
本名は古川 美希（ふるかわ みき）。23歳の看護師。
一見大人しそうに見えるが、予選終了後の食事会での本人の発言や『ナイトメア』の効果から過去に誰かを食したことが明らかとなっており、そのことを他のプレイヤーに指摘された際には防衛反応として何かのレシピのような意味不明な言葉を呟きながら発狂していたが、後にそれが妹・美咲を食したことであったことが判明する。ゲェムへの参加目的は「足長おじさんになるため」で必要額は2億円。
家族全員の誕生日が同じという家庭に生まれて幸せに暮らしていたが、家族全員の誕生日祝いの旅行の帰りに乗ったオーツガニック航空815便の墜落事故に巻き込まれ、無人島に漂着して辛うじて生き延びるも両親を失い美咲は右腕を切断する重傷を負ってしまう。妹を看護しながらの漂着生活で救助が訪れず衰弱していったが、看護もむなしく衰弱死した美咲の遺言に従って彼女の遺体を食すことで辛くも生き延びて、そのわずか1日後に救助される。茫然自失の生活を送る中、偶然公園で出会ったある少女の足長おじさんになろうとクロエルの誘いに乗ってゲェムに参加するが、ゲェムを勝ち抜くことには消極的であり、美咲に似た雰囲気を持っていた常称寺を助けようとする。
準々決勝開始時のカード引きの結果は「鬼」。『チェンジ』に失敗して茫然自失の状態となっていた常称寺の前に姿を現して協力を持ちかけ、亡々死の裏切りによるプランBの壊滅に乗じて『チェンジ』を発動し、常称寺の「鬼」と†姫蘭†の「子」を入れ替える。常称寺を救えたことに満足するも、常称寺の叱責から自分がただ助けた気になっていただけに過ぎなかったことに気付き、決勝戦まで守り抜くことを約束するが、その直後にフグドクに本名を暴露されて死亡する。自身の「鬼」もせっかく「子」にした常称寺に移ってしまう。
現世での死因は落下した鉄骨の下敷きになったことによる事故死。クロエルから与えられた姿は、死んだ魚のような目とアホ毛が特徴なロングヘアののほほんとした印象の少女だが、元の姿はミドルヘアの女性。偽名の由来は「レシピ」のフランス語（Recette）から。
真戸賀高校の卒業生で、めがね子こと五月田明理とは同級生で友人であった。もしめがね子が予選で自殺していなければ失ったもの同士手を取り合うこともできたかもしれないとされている。
秋原カエデ（あきはら かえで）
ゲェムのプレイヤーの1人。一人称は「わたし」だが、元の姿は男であるため、時折「ぼく」と言いかけることがある。
常に恍惚とした表情を浮かべている。†姫蘭†曰く「鋼入りの変態」であり、他のプレイヤーに対して女同士だからと言ってセクハラ行為をしたり、準々決勝では†姫蘭†の色仕掛けに誘惑されかけている。しかし1人になると普通の表情、喋り方をするため、変態キャラは演技の可能性もある。
本名は四宮 正輝（しのみや まさき）。良真の1つ年上の従兄。良真のことを「良ちゃん」と呼ぶ。伯父が起こした事件により同居していた良真と幸花を大切に思っており、彼らを父・正史の虐待から守れなかったことを悔やんでいた。表向きは「学校での（伯父の不祥事による）いじめ」が原因で引きこもり生活を送っていたが、本来の理由は自分と伯父の息子・良真とを比較する父の姿に、父が自分を「兄に勝つための道具」としかみなしていないことを感じ、そんな父に屈して良真と幸花を傷つけてしまったことに絶望したためである。 参加目的は「従妹（幸花）を救うため」。
準々決勝開始時のカード引きの結果は「子」（プランBでは引いたカードは「9」と宣言している）。何者かにより「鬼ごっこ」終了直前にユキの「鬼」を移されゲェムオーバーとなるが、チェンジを使用した者を恨むことはなくむしろ感謝している口ぶりであった。ユキの正体には早々から気づいていたが、クロエルの誘惑に屈することなく最期まで口にすることはなかった。
現世での死因は首吊り自殺による縊死。クロエルから与えられた姿は、小さなリボンと縦ロールにしたロングヘアが特徴な少女だが、元の姿はショートヘアの肥満体型の少年。偽名の由来は引きこもり生活中にプレイしていたオンラインゲームのハンドルネームから。
『すべて灰になっても』では、変態キャラの側面が強調されており、ゲェムのルールを知った直後は死の恐怖に怯えながらも、性欲によって強引に克服してその勢いのまま一時は優位に立つが、憑夜泉の共感覚が蘇ったことで覆された。

#### 予選Bグループ
ショーコ
ゲェムのプレイヤーの1人。一人称は「私」。
ユキ曰く「「追う者」か「追われる者」が見せる目」をしており、何らかの理由でフグドクを殺そうとしている。観察力に長けており、準々決勝では他のプレイヤーの動向を詳細に把握している。
準々決勝開始時のカード引きの結果は「子」（6）。ユキの前に姿を現し、ユキとの遭遇時における他のプレイヤーの動向の報告と「フグドクには手を出すな」と警告。 プランBの前にユキとの取引に応じ、自らが引いたカードの番号を教えた。
†姫蘭†のプランBに唯一参加していない。
クロエルから与えられた姿は、鋭い目が特徴なロングヘアの少女。
†姫蘭†（きらん）
ゲェムのプレイヤーの1人。一人称は「あたし」。
本名は四宮 輝子。39歳のアイドルマネージャー。旧姓は「南野口」。ユキの叔父・正史の妻で、ユキの叔母にあたる。同居していた良真と幸花を邪険にはしていなかったものの交流は少なかったが、良真との初対面の際に彼を「いつしか自身を脅かす存在となるかもしれない」と感じていた。
テンションが高く明るい性格で、他のプレイヤーの前では猫を被っているが、本性は非常に独善的で狡猾であり、激昂すると乱暴で汚い口調と態度に豹変する。現世では大人気アイドルであったと自称している。
準々決勝開始時のカード引きの結果は「子」（プランBでは引いたカードは「5」と宣言している）。秋原を誘惑して手を繋ごうとするも、フグドクの妨害により失敗に終わり、本性を露わにしてプランBの決行を目論む。プランBでは、臆病者の亡々死をターゲットにして手を繋いで無敵状態となり、「鬼」であることを暴かれた常称寺を「ナイトメア」でなぶり者にするが、亡々死の裏切りによって無敵状態を失った挙句プランBを台無しにされ、ルセットの「チェンジ」により常称寺の『鬼』と自身の「子」を入れ替えられ、「鬼」となってしまう。その後、偶然再会した亡々死にプランBを台無しにされた逆恨みから、反省したふりを装って油断させたのちでーんしようと目論むも現れたユキに阻止され、ユキとの攻防の末に「チェンジ」を潰された挙句ユキに自身が「鬼」であることを他のプレイヤーたちに暴露され、精神崩壊を起こす。茫然自失の状態でさまよっていた中、カエデと遭遇した途端に躍起を取り戻し、その場に落ちていたレンガを投げ当ててでーんしようとするも、その行為をルール違反だとクロエルに咎められ、ペナルティとして両腕を吹き飛ばされてしまい、その後ゲェムオーバーとなる。
現世での死因は落下したエレベーターで頭部を潰されたことによる脳挫滅。クロエルから与えられた姿は、ふさ毛のツインテールのきゃぴきゃぴとした印象の少女だが、元の姿は艶のあるロングヘアの気の強そうな印象の女性。偽名の由来は自身のかつての芸名から。
リヴ
ゲェムのプレイヤーの1人。
口数が少なく、常に無表情で無反応であり、嘘月に常称寺からのでーんの盾にされた際も全く動じていない。本人曰く辺獄で蘇生する以前の記憶を失っており、唯一記憶に残っていた「生き延びる」という意思に基づいて行動している。
準々決勝開始時のカード引きの結果は「子」（プランBでは引いたカードは「A」と宣言している）。途中で遭遇した嘘月と組んで無敵状態となる。
クロエルから与えられた姿は、十字架の髪飾りを付けたロングヘアの清楚な印象の少女。偽名の由来は蘇生時に記憶に残っていた言葉から。

#### 予選Cグループ
嘘月が配属されていたグループ。予選Fグループと同様に生存者は2人しかいない。『すべて灰になっても』にて、真戸賀高校関係者で構成されていたことと、2人目がどのような経緯で死んだのかが明らかとなる。
なお、最初のゲェム説明で殺された人物を全員知っていたため、いち早くこのゲェムが真戸賀市で縁の深い人物の殺し合いの意図に気づいている。
嘘月偽子（うそつき にせこ）
ゲェムのプレイヤーの1人。一人称は「私」。
一見めがね子のようないい子ちゃんタイプに見えるが、偽名の通り相手を騙すことに長けており、時折不穏な笑顔と言動を見せる。相手に気付かれることなく背後を取ることを得意とする。ゲェムへの参加目的は「自分の好きな人のため」。何らかの理由でユキに付き纏い、その正体を探ろうとする素振りを見せるが、同時に「自分はユキの敵ではない」とも語っており、準々決勝ではフグドクに絡まれていたユキを救ったり、その直後にユキに「ナイトメア」をかけておきながらもでーんしないどころか自分が「鬼」であることを自白して見逃している。
準々決勝開始時のカード引きの結果は「鬼」（プランBでは引いたカードは「Q」と宣言している）。その後常称寺を騙して「子」となり、リヴと組んで無敵状態となる。
クロエルから与えられた姿は、後ろ髪を大きなリボンで結んだ眼鏡を掛けた知的な印象の少女。
霧霞雫（きりかすみ しずく）
ゲェムのプレイヤーの1人。一人称は「私」。
寡黙だが、ユキを一発でK.O.出来る程のパンチ力を持っている。ユキの見立てでは元の姿は女である。「鬼ごっこ」の際、雫が「鬼」かどうかを警戒もせず近づいてきたカエデに「あなたバカね？」と言い放ったり、「私は誰とも相容れない…」と洩らしたりする。カエデいわく「厨二病」。
準々決勝開始時のカード引きの結果は「子」（プランBでは引いたカードは「8」と宣言している）。
『すべて灰になっても』では、本編と比べるとやや感情表現が豊かで口数が多い。
クロエルから与えられた姿は、ショートボブのクールな印象の少女。

#### 予選Dグループ
予選終了時は3人であったが、ガーネットがクロエルに刃を向けた罪で粛清されたため、本戦に進出したのはフグドクと亡々死の2人のみ。
ガーネット
ゲェムのプレイヤーの1人。一人称は「私」。右利き。
本名は石原 冴子（いしはら さえこ）。20歳の女子大生。
予選で自身の双子の妹・ひかりをその正体に気付くことなく手に掛けてしまったことから、クロエルに対して深い憎しみを抱いている。めがね子と同様に予選で資金の追加をして右手の指を失っており、右手に巻き付けた包帯の下に指の切断に用いられたナイフを隠し持っている。ゲェムへの参加目的は不明。
準々決勝のルール説明時に隠し持ったナイフでクロエルの喉元を切りつけて殺害するも、後述の能力により存命していたクロエルに頭を輪切りにされた挙げ句脳髄を握り潰されて粛清される。
現世での死因は不明。クロエルから与えられた姿は、後ろ髪を伸ばしたボブカットの少女だが、元の姿はロングヘア（『すべて灰になっても』では、ボブカット）の気の強そうな印象の女性。偽名の由来は自身の誕生石から。
フグドク
ゲェムのプレイヤーの1人。一人称は「私」。
正体は裏社会で快楽殺人者テトロドトキシンとしてその存在を広く知られている殺人鬼。本人の手によって自身に関する情報が抹消されているため、誰も本名を知らない。
嗜虐的な性格で、「人を殺しまくれるだけでなく、金までもらえる」とゲェムの参加に積極的な態度を見せており、『自分の愛しい人へ罪を捧げる』ことを目的としている。左手を掴むだけで相手の身動きを取れなくするほどの特異な力を有する。この技は、相手が防御反応で自然と動けなくなるためで、腕をへし折る覚悟があれば抜け出すことは可能。
準々決勝開始時のカード引きの結果は「子」だが、「自分は「鬼」」と触れ回ったり、プランBで自分が引いたカードは亡々死と同じ「4」とわざと嘘をつくなどして他のプレイヤーの妨害を行っている。
クロエルから与えられた姿は、オッドアイが特徴な崩したお団子ヘアの気の強そうな印象の少女。偽名の由来は「テトロドトキシン」の別名から。
亡々死（ななし）
ゲェムのプレイヤーの1人。一人称は「私」(56話にて、感情が昂り泣き喚いた際には「僕」になっていた。)。
本名は、姓は下馬伏（しもまぶし）。漫画家。
お人好しだが、非常に気弱で臆病な性格で、本戦を勝ち抜くことを絶望視し死の恐怖に怯えている。自分の都合が良くなるのなら相手に媚びを売ることすら厭わない一方で、卑劣なことを嫌う正義感の強さも持つ。「打ち切り」という言葉をよく口にしている。
準々決勝開始時のカード引きの結果は「子」（プランBでは引いたカードは「4」と宣言している）。プランBで†姫蘭†の本性を知りながらも自分が生き残りたいがために手を繋いで無敵状態となるが、†姫蘭†の脅迫に屈しない沙羅の姿とルセットの説得に感化され、†姫蘭†を裏切る。
クロエルから与えられた姿は、ヘアピンを付けたミドルヘアの気弱そうな印象の少女だが、元の姿は帽子を被った仮初の姿と似た雰囲気の人物。偽名の由来は打ち切りとなった自身の漫画作品「独善裁判官 亡々死」の主人公の名前から。
石原 ひかり（いしはら ひかり）
予選Dグループ編に配属されていたゲェムのプレイヤーの1人で、ガーネットの双子の妹。いつどんな時もガーネットと一緒だったかけがえのない大切な半身であったがガーネットに殺される。
詳細は後述の「鏡華」を参照。

#### 予選Eグループ
りんが配属されていたグループ。全員がりんの親族で構成されていた。りんが他3人の本名を暴露して殺したため本戦に進出したのはりん1人のみ。
鈴野りん（すずの りん）
ゲェムのプレイヤーの1人で、予選Eグループ唯一の生き残り。一人称は「わし」。
老人風の口調で話す。無邪気で人懐こい性格だが、掴みどころがなく、相手の心や考えを見透かすような言動で他のプレイヤーを翻弄する。裏社会にも精通しており、常称寺の偽名の由来やフグドクの正体を見抜いている。
予選では、他のプレイヤーとのわずかな会話と握手だけでプレイヤーの正体やゲェムの意図を見抜いただけでなく、その正体が自分の親族と知ったうえで躊躇なく本名を暴露して殺害することによってゲェムをすることなく勝利しており、クロエルからも危険視されている。
フグドクによって拘束されていた常称寺（鬼）を助け、自分に「でーん」させて「鬼」になり、終了直前に偶然目の前に転送されてきたユキに「でーん」をして「子」になる。
準々決勝開始時のカード引きの結果は「子」（プランBでは引いたカードは「3」と宣言している）。
クロエルから与えられた姿は、右目を前髪で隠したポニーテールの小柄な少女。ポニーテールの先端に小さな鈴を付けており、これが偽名の由来と思われる。
北島 善次（きたじま ぜんじ / 本名）、大池 日菜子（おおいけ ひなこ / 本名）、りんの親族（本名不明）
予選Eグループに配属されていたゲェムのプレイヤーで、3人ともりんの親族。りんに本名を暴露され、ゲェムをすることなく死亡する。りんの莫大な財産を目当てにりんを殺しかけたらしい。

#### 予選Fグループ
ユキが配属されていたグループ。負けたのは山田だが、その正体が自身の夫であることにショックを受けためがね子が後追い自殺したため本戦進出したのはユキと常称寺の2人のみ。
ユキ

常称寺麗奈（じょうしょうじ れいな）
ゲェムのプレイヤーの1人。一人称は「わたくし」だが、本来の一人称は「私」。
正体は現時点では不明だが、ユキの正体である良真のことを知っており、「お兄ちゃん」と呼び慕っている。また、†姫蘭†の正体が輝子だと判明したときに「叔母さん」と心の中で言っている。
裏社会を統べる「常称寺グループ」の令嬢を自称する。高飛車な性格でお嬢様口調で話すが、実はキャラ作りで精神的に追い詰められると素が出てしまう。見栄っ張りで常に強気で冷徹な態度を装っているが、根は優しいため非情にはなりきれない。ゲェムへの参加目的は「没落した自身の一族の復興のため」で必要額は20億円だが、実はフカシで本来の目的・必要額は不明。偽善者を嫌う。
ユキと手を組んで予選を突破し、14億4080万5円を獲得する。
準々決勝開始時に引いたカードは「7（「子」）」であったが、嘘月の策略にはまってでーんされ、「鬼」となってしまう。嘘月への報復・チェンジの失敗が重なる中、ルセットの協力により一時は「子」に戻るも、ルセットの死による抽選で再び「鬼」となってしまう。
現世での死因は火事に巻き込まれたことによる焼死。クロエルから与えられた姿は、花の髪飾りを付けたの気の強そうな印象の少女。ルセットの死後、自身の髪飾りをルセットの亡骸に捧げ、彼女が手にしていた美咲のリボンを決意の証として引き継ぐ。偽名の「常称寺」をユキは架空の存在と見立てていたが、りんの発言から裏社会で名の通ったとある金貸しの男性の名前であること、ナイトメアの効果から偽名自体が実在の人物の名前であることが示唆されている。
めがね子（めがねこ）
ゲェムのプレイヤーの1人。一人称は「私」。左利き。
本名は五月田 明理（さつきだ あかり）。旧姓は「松葉」で、24歳のパティシエール。
ゲェム中にも他のプレイヤーのことを気に懸けるなど心優しい性格だが、気弱で注意力や警戒心が散漫な一面も持つ。ゲェムへの参加目的は「借金で苦しんでいる大切な人を救うため」で、必要額は2500万円だが実はこれだけでは全然足りなかった。大切な人とは、夫の五月田晴明のことで、彼から借金を理由に離婚を切り出されたことでゲェムへの参加を決意する。ユキとは現世で面識がある。
ユキの策略とも知らずにユキを気に懸けたことが仇となってユキの標的にされるが、クロエルに追加資金の担保として左手の指をもがれることによって必要額を確保する。しかし直後のゲェムで、賭け金を極限まで減らしたにも関わらず賭け目宣言で嘘をつき、加えて嘘をバラしたことでユキにアタックされ1円まで減らされ心身共に追い詰められる。自身を気に懸けてくれた山田の提案に乗り、一時は優位に立つが実はユキの策略でありあっさり逆転されてしまう。最後は山田がユキに賭け目がバレてるのを警戒して逆の目に賭けるのを見越して3-1状態を呼び込むべく自分も逆の目に賭けるが、精神的に追い詰められた山田が彼女に裏切りアタックを仕掛けたせいで、皮肉にも山田を殺してしまうことになった。山田の死を悲しみながらも内心自分がそうならなかったことに安堵するが、山田の正体が晴明であったことを知って自暴自棄に陥った末、自ら本名を暴露して自殺する。予選で5億5075万9994円を獲得するも、自殺したことでクロエルに全額没収される。
現世での死因は電車に轢かれたことによる事故死。クロエルから与えられた姿は、両側を短めのツインテールに結んだピンク色のロングヘアのおっとりとした印象の少女だが、元の姿は眼鏡を掛けた黒髪のおさげの女性で、偽名の由来にもなっている。
特技はボウリングで、高校時代には「神の左」と呼ばれていたほどの無敵のボウラーであり、もし最初のゲェムがボウリングであったら負けてたのはユキだったかもしれないとされている。
山田（やまだ）
ゲェムのプレイヤーの1人。一人称は「僕」。
本名は五月田 晴明（さつきだ はるあき）。24歳のパティシエ。
正義感が強く、自分の目的のために他のプレイヤーを平然と貶めるユキに嫌悪感を抱いたり、心身共に追い詰められためがね子を気に懸け手を差し伸べているが、本性はユキの態度や常称寺の挑発に恐怖するほどの非常に臆病な性格で、精神的に追い詰められるとあっさりと仲間を裏切る卑怯な一面も持つ。ゲェムへの参加目的は「失ってしまった自分の夢を取り戻すため」で、必要額は1億2500万円。ケーキ屋を営んでおり、腕は確かだが経営の才能が壊滅的だったため、借金を背負うことになる。夢とは、自分の店を持ち、妻の五月田明理の笑顔を一生守り続けることであり、そのためには先述の借金を完済する必要があった。つまりお金の使い道はめがね子と同じだが、必要額がめがね子と異なるのは、2500万円の借金が利子で1億2500万円に膨らんでいたことをめがね子は知らなかったためである。確率の計算ができない。
最初は明らかに一番弱いめがね子を殺す予定だったが、めがね子を追い詰めるユキを悪魔と評しそんなユキを殺すべくめがね子と組んで3-1状態を利用して一時は優位に立つが、実は作戦を見抜いていたユキの策略であり、3-1状態が都合よく入ってたのも調子づかせるための策略であった。ユキに騙され大金を持っていかれてしまい、目標額に到達されたためユキを殺すのは無理と考え殺しのターゲットをまだ目標額に到達してないため大金を賭けてくれるであろう常称寺に変えるも、ユキと常称寺が組んでいたことを知らされ精神的に追い詰められた末に最後はめがね子を裏切りアタックを仕掛ける。めがね子の分まで幸せになることを誓うが、めがね子が機転を利かして自分の指示と逆の行動を取っていたせいで失敗に終わり自らがゲェムオーバーとなってしまう。ファラリスの牡牛で焼かれながらも、執念で辛うじて生き延びるが、最終的にクロエルに本名を暴露され死亡する。めがね子の正体が妻の明理であることには最後まで気付かなかった。
現世での死因はビルからの転落死。クロエルから与えられた姿は、うさ耳リボンを付けたショートヘアのボーイッシュな少女だが、元の姿はショートヘアの中性的な青年。偽名の由来は借金取りから逃げるために使っていた偽名から。
妻の明理とは幼少期からの幼馴染であり、結婚の約束までしていた。
横地 健一郎（よこち けんいちろう / 本名）
ゲェムのプレイヤーの1人。一人称は「俺」。
ゲェムへの参加を拒否したため、ルール説明に利用され死亡する。
正体は44歳のトラック運転手。酒と博打に溺れたろくでなしで、妻との死別を機に残された4人の子供のために真面目に働くようになるも、ろくでなしだったころに作った350万円の借金に首が回らなくなり、ゲェムへの参加を決意する。
現世での死因はトラック運転中の事故死で、その際に男子高校生一人を巻き添えにしてしまっている。クロエルから与えられた姿は、短めのツインテールの小柄な少女だが、元の姿は細身の中年男性。

### ゲェムマスター
天使を自称する謎の存在。
クロエル
ユキたちをゲェムへ誘った自称天使。一人称は「ボク」で、背部を大胆に露出したホルターネックの黒いゴスロリ調の服を纏ったショートヘアの無邪気な美女だが、人命を平然と弄び、現世で縁のある人間同士が殺し合う姿を眺めることに愉悦を感じる嗜虐的で残虐な性格の持ち主で、ユキからは悪魔そのものだと思われている。人間の愛や絆を信じておらず、本当に大切な人は姿が変わっても気付かなければならないと思っている。最も好きな処刑器具はファラリスの牡牛で、命乞いされればされるほど胸が高鳴る。また、プレイヤーにゲェムのルールの遵守を強要する一方、重要なルールを事前に説明しない、後付けでプレイヤーが提案したルールを追加するといった公平性に欠ける行動が目立つ。
過去から未来まですべてを見通せる目を持ち、プレイヤー全員の本名と素性を知り尽くしている。さらに、同一の空間内や時間軸において複数の状態を持つ自分自身を複製する能力を持ち、完全に殺しきることが不可能なため、復讐を企てたり、ゲェムをやめたくなって殺そうとしてもそれは絶対に叶わない。
ゲェムでのプレイヤー同士の殺し合いを楽しむ傍らで、彼らの中に紛れ込んでいる「救いの御子」の抹殺に執心している。
シロエル
クロエルの妹で天使見習い。クロエルとは対照的にロングヘアで白いゴスロリ調の服を纏っており、クロエルを「お姉様」と呼び慕っている。本人曰く「眼鏡男子萌え」で、ユキを推しているだけとのことだが、そういうところが至らないと言われている。クロエルとは違って慈愛に満ちており、情を優先したり、特定のプレイヤーに肩入れする一面を持つが、めがね子と山田の死体からオブジェを作り、2人の愛は永遠のものとなったと祝福したり、ゲェムの敗者を一秒でも長く生きれるようにと即死しない程度になぶり殺しにするなど、人命を軽視する残忍さはクロエルと共通である。
クロエルのように自身を複製する能力を持たないが、サブマシンガンの連射を受けても傷一つつかない頑強な肉体や握手やくすぐりなどの軽いスキンシップで人体を破壊できるほどの戦車に匹敵する怪力、脳髄を破壊されない限り肉体を自己修復できる能力を持つ。

### その他
ゲェムのプレイヤーの正体である可能性もある。
四宮 幸花（しのみや ゆきな）
四宮良真（ユキ）の妹。一人称は「私」。兄想いの心優しく快活な少女で、良真の心の支えでもある。現在は難病で入院しており、余命1ヶ月と診断されている。治療方法は海外での移植手術しかなく、最低でも10億円は必要とされている。
正義が結衣を殺害する場面を目撃したショックで、一時期失声症を患っていた。また、良真と共に叔父の正史から虐待を受けていた。
四宮 正史（しのみや まさふみ）
四宮良真（ユキ）の叔父。一人称は「俺」。物流会社を経営している。良真の父・正義とは双子の兄弟であったが、子供のころから優秀な兄と比べられながら育ったらしく、正義のことをあまり良く思っていなかった。正義が殺人犯となった後は激しく憎むようになり、兄のせいで会社が一時期倒産の危機に陥ったことから、良真と幸花を虐待し続けた。また、良真が資金（治療費）集めのために会社に訪れた時、息子・正輝が引きこもりとなった原因が「兄の不祥事によるいじめ」を受けたためと思い込んでいることもあり、幸花を「死んだ方が幸せ」と言い放ち更に良真を「人殺しの息子」と罵倒し追い返した。兄の不祥事以降は暴力的な人格に変貌したことが原因で、妻・輝子とは別居するようになり、息子との親子仲も険悪になっている。
四宮 正義（しのみや まさよし）
四宮良真（ユキ）の父。かつては数々の難事件を解決してきた、真面目で正義感の強い優秀な刑事。何らかの理由で大量殺人犯に豹変した挙句、四宮家の家庭崩壊の元凶となっている。現在の生死は不明。特技は射撃で、腕前はオリンピック級。
四宮 結衣（しのみや ゆい）
四宮良真（ユキ）の母。優しく穏やかな性格をした良妻賢母。家族全員で平穏な暮らしをしていたが、豹変した正義に殺害される。享年28歳。
古川 美咲（ふるかわ みさき）
古川美希（ルセット）の妹。誕生日が美希と同じ。料理が得意でシェフになることを夢見ていたが、オーツガニック航空815便墜落事故で右腕を失う重傷を負う。無人島での漂着生活の中で衰弱していき、死の間際に「自分が死んだら自分を食べて生き延びて欲しい」という遺言を美希に残して死亡した。
ルセットに託されていた彼女の形見のリボンは、ルセットの死後、常称寺の手に渡った。
古川 翔一郎
古川美希（ルセット）の父。検察官。誕生日が美希と同じ。オーツガニック航空815便墜落事故で死亡した。
古川 未来
古川美希（ルセット）の母。警察官。誕生日が美希と同じ。オーツガニック航空815便墜落事故で死亡した。
中 満智子（なか みちこ）
新人アイドルの女性で、二代目の†姫蘭†。

### 『すべて灰になっても』の登場人物

#### 予選Aグループ編
憑夜泉（つくよみ）
予選Aグループ編に配属されていたゲェムのプレイヤーの1人。一人称は「私」。
本名は巣本 愛夏（すもと まなか）。元霊能力者である18歳の少女。生まれつき目が不自由であるが、聴覚を通じて聞き取った音から様々な色を感じ取る共感覚を有している。幼少期に流行っていた霊能力ブームの中で霊能力少女として一世を風靡していたが、同時に起こり始めた霊感商法による煽りを受け、芸能界から追放された過去を持つ。辺獄で仮初の肉体を与えられた際、失っていた視力を与えられた代わりに共感覚を失っていたが、ゲェムでカエデに追い詰められた際に取り戻す。共感覚を駆使してゲェムの主導権を握っていたカエデを引きずり降ろし、その後も優位に立つが、自身の能力を逆手に取った沙羅の策略にはまったことと自身の能力を過信しすぎて表示板の存在を忘れていたことが仇となり、沙羅たち全員に仕掛けたトリプルアタックが失敗し自滅する。参加目的は「家族との思い出が詰まった旧家を買い戻すため」。
現世での死因は川に転落したことによる溺死。クロエルから与えられた姿は、星型のヘアピンが特徴なショートヘアの少女だが、元の姿は縮れたロングヘアの少女。
本編では沙羅とカエデの会話の中で名前のみ登場している。
寿 雛子（ことぶき ひなこ / 本名）
予選Aグループ編に配属されていたゲェムのプレイヤーの1人。一人称は「私」
生まれつき足が不自由であり、新しい身体を授けてくれたクロエルを慕っていた。憧れの先輩を救うためゲェムに参加するが、ゲェム説明に利用され死亡する。
現世での死因は重機に巻き込まれた事による事故死。クロエルから与えられた姿は、アホ毛が特徴なショートヘアの少女だが、元の姿はサイドテールの少女。
本編では沙羅とカエデの会話の中で名前のみ登場している。

#### 予選Cグループ編
紫ユカリ（むらさき ゆかり）
『すべて灰になっても』Cグループ編の主人公。予選Cグループ編に配属されていたゲェムのプレイヤーの1人。一人称は「ワタシ」。
本名は野里 ユミ（のざと ゆみ）。16歳の真戸賀高校の女子生徒。
現世での死因は移動書架に挟まれたことによる圧死。クロエルから与えられた姿は、右目を隠す前髪と花の髪飾りが特徴な気弱そうな印象の少女だが、元の姿はロングヘアのおさげの少女。偽名の由来は古今和歌集の歌から。
ガラテア
予選Cグループ編に配属されていたゲェムのプレイヤーの1人。一人称は「僕」。
本名は岸和田 俊寛（きしわだ としひろ）。真戸賀高校の美術教師。
現世での死因は階段からの転落死。クロエルから与えられた姿は、乳白色の肌を持つ気品あふれる印象の少女だが、元の姿は眼鏡を掛けた端正な顔立ちの青年。偽名の由来はギリシャ神話に出てくる海の精霊の名前から。
向島 義雄（むこうじま よしお / 本名）
予選Cグループ編に配属されていたゲェムのプレイヤーの1人。
真戸賀高校の校務員の男性。ゲェムへの参加を拒否したため、ルール説明に利用され死亡する。ゲェムへの参加目的は不明。
泉
真戸賀高校の古文教師。一人称は「俺」。作中では「泉先生」としか呼ばれていないため、下の名前は不明。温厚で正義感の強い性格だが、生徒から根暗な印象を持たれており評判は良くない。
ひょんなことから野里ユミ（紫ユカリ）と親しくなり、やがて恋仲にまで発展するが、その現場を目撃した岸和田俊寛(ガラテア)に脅迫され、ユミの将来を守るために言いなりとなった結果、真戸賀高校の教師を解任された挙げ句岸和田の負債と多額の賠償金を押し付けられてしまう。そのことがきっかけで、クロエルに目を付けられてゲェムへの勧誘を受けるが、ユミのことを思い出してクロエルの問いかけに対し「できない」と返答したため、参加資格を与えられなかった。
本町 侑子（ほんまち ゆうこ）
真戸賀高校の養護教諭。名前のみ登場。
ガラテアを騙すための偽の本名として嘘月に利用された。

#### 予選B・D・Fグループ編
百福ここみ（ももふく ここみ）
予選Bグループ編に配属されていたゲェムのプレイヤーの1人。一人称は「僕」。
本名は沖 尊志（おき たかし）。大手食品会社「心味フーズ」に勤務する会社員。
クロエルから与えられた姿は、猫耳の形状に結った髪型と星型の顔ピアスが特徴な少女だが、元の姿はふくよかな体型の気の良さそうな印象の青年。偽名の由来は自身の勤務する会社と創業者の名前から。
鏡華（きょうか）
予選Dグループ編に配属されていたゲェムのプレイヤーの1人。一人称は「ワタシ」。
本名は石原 ひかり（いしはら ひかり）。
「快楽殺人鬼」を自称する高圧的で嗜虐的な性格。
本編『たとえ灰になっても』でもガーネットの回想で2コマだけ登場しており、実はガーネット(石原 冴子)の妹だった。上記の性格は演技であり、本来は優しい性格。
クロエルから与えられた姿は、緑色のロングヘアの気の強そうな印象の少女だが、元の姿は双子の姉・冴子にそっくりなボブカットだが気弱な印象の女性。
柳田 トオル（やなぎだ とおる）
洋食店「グリル・ド・スクエア」のオーナー兼シェフ。
裏社会の人間と繋がりを持っており、自店へのやらせレビュー及び他店への逆やらせレビューによってライバル店舗を蹴落としていた。

## 用語
真戸賀市（まどかし）
作中に登場する架空の都市。ゲェムのプレイヤーは全員この都市に住む何らかの縁のある者同士（家族や親戚、友人などの親密な関係の者に加え、敵対者や過去にどこかで少しだけ会ったことがある程度の希薄な関係の者など）であることが明らかとなっている。
辺獄（リンボ）
クロエルが支配する異世界。クロエル曰く「地獄の入り口」。この世界では「自分の本名を他のプレイヤーに知られてはならない」という絶対のルールが存在し、知られてしまうと、名は体を表すということで、クロエルから与えられた仮初の肉体を失い、死亡時の元の姿に戻されて死亡する。自ら本名を暴露して自殺することもできるが、ゲェムオーバーとなって処刑される際は、自殺防止のために本名や自身の正体にかかわる事柄を自分からは言えなくなるという制限がかけられる。また、現世とは時間の流れが異なり、クロエル曰く「辺獄で1年過ごしても現世での時間は進まない」とのこと。
救いの御子（メサイヤ）
クロエルの口からその存在が語られた天使と敵対する存在。ゲェムを止められる唯一の存在であり、プレイヤーの中に紛れ込んでいるらしい。

## ゲェム内容・ルール
クロエルが主催する命と金を賭けたデスゲーム。クロエルの「自らが望むモノのために命を懸けることはできるか」の問いかけに対し「できる」と答えた者が強制参加させられる。
プレイヤーはクロエルからチケットを受け取った後、クロエルが仕組んだ事故によって一度死亡し、辺獄にて仮初の肉体（プレイヤーの本来の年齢・性別にかかわらず、全員が10代後半の少女の姿）を与えられた状態で復活する。仮初の肉体の身体能力はプレイヤーの生前の身体能力が反映されるが、『すべて灰になっても』の描写から、生前足が不自由だった者が自由に歩けるようになる、盲目だった人間に視力が与えられるといったハンデが与えられることがうかがえる。
各ゲェムにはそれぞれ基本ルールに加え、3種類の特殊ルールが設けられている。また、提案者が有利になり過ぎないという条件で新たに限定ルールを設けることができるが、このルールはあくまでプレイヤー同士の間で交わされた「口約束」に過ぎないため、基本ルールや特殊ルールとは違って必ずしも遵守する必要はなく、破ってもクロエルからお咎めを受けることはない。
勝者は元の姿で蘇生し、ゲェムで稼いだ金額を持って現世へ帰還することができるが、敗者やクロエルの不興を買った者はゲェムオーバーとなり残酷な死が与えられる。
予選→本戦（準々決勝→準決勝→決勝）の流れで進行していき、最終的に現世へ生還できるプレイヤーは2人のみ。
クロエルの口から過去に幾度となく行われてきたことが示唆されているが、詳細は不明。

### 予選・丁半博打
基本ルール
- 神はサイコロを振らないということで、各プレイヤーが順に2つのサイコロを振って出た目の合計が奇数か偶数かを当て、的中すれば賭け金が2倍となるが、外れれば没収される。
- 賭けはプレイヤーの手元にある2枚のメダルで行う。「奇数」か「偶数」のどちらかを投入口へ投入し、サイコロを振り終わった後にどちらに賭けたかを宣言する。
- 初期資金としてプレイヤー全員に1000万円が貸し出されるが、命を懸けてまでゲェムに参加してくれることに対する感謝なので返す必要はない。資金が無くなったらゲェムオーバーとなる。
- ゲェムの途中で1回だけ5000万円の資金の追加ができ、初期資金と同様返す必要はないが、代償としてクロエルを楽しませなければならない。利き手の指を全てもがれる恐怖と痛苦をクロエルに捧げなければならない（元の肉体には反映されないが、痛みは本物）。1度資金の追加をすると言ったら取り消すことはできない。

特殊ルール
- 『嘘から出た真』。どちらに賭けたかは他のプレイヤーには分からないため、「嘘の宣言」をすることもでき、その後何事もなければ掛け金は宣言通りの目に賭けたものとして処理される。そのため、基本的には全員出た目を宣言することになるが、逆の目を宣言しても構わず、そちらの方がいい場合もある。
- 『アタック』。『嘘から出た真』に対応するルールで、「嘘の宣言」をしていると思ったプレイヤーに対して真偽を追及する。アタックを仕掛けられたら必ず真実を告白しなければならない。成功した場合は、互いの賭け金の合計分を仕掛けられた側からもらうことができ、さらにその合計分と同額のボーナスをクロエルからもらえる。失敗した場合は、逆に仕掛けた側が仕掛けられた側に互いの賭け金の合計分を支払わなければならず、同額のボーナスも仕掛けられた側がもらう。基本的には相手が嘘をついてるかどうかは分からない（但し3-1状態に入った場合はこの限りではない）のでアタックするのはリスクがあるが、自分が嘘をついているかは自分が一番よく分かっているので正直に答えて相手には嘘をついていると思わせてアタックさせる方が確実である。なお、出た目と逆の目を宣言した者にアタックしてもかまわない。また、誰かの宣言が「嘘だ」という発言をし、「嘘だ」と言われたプレイヤーがこれはアタックだと主張したらその気がなくてもアタックしたことになってしまう。
- 『死なば諸共』。ゲェムの回数は全部で10回で、10回戦終了までに必ずプレイヤーのうちの誰か1人の資金を0にして脱落させなければならない。資金が0になったプレイヤーはゲェムオーバーとなる。もし脱落者が出なかった場合は、プレイヤー全員がゲェムオーバーとなる。すなわち生きて現世に帰るためには誰かを殺さなくてはならない。これは、プレイヤー全員がリスクのあるアタックを避け、それを利用して毎回全員が賭けた目に関係なく出た目を宣言し続け全員がノーリスクで好きなだけ持ち金を増やし続けるのを防ぐためである。

その他
- 賭け金の下限は1円で上限は無い。
- 真実の告白に黙秘権はなく、どうしても告白しないようであれば拷問で吐かされる。脚を切断する、腸を引きずり出すなどがあるらしい。
- 4回戦からは表示板が出現し、どちらの目に何人が賭けたかが表示される。これは、4回戦の掛け目の宣言が終わった後に説明された。
- 「奇数」と「偶数」の両方のメダルを投入口へ投入した場合、先に投入したほうのメダルがその回の賭けとして処理され、後から投入したほうのメダルは次の回に持ち越しとなる。これは、『すべて灰になっても』で判明した。

### 準々決勝・鬼ごっこ
基本ルール
- 13人のプレイヤーを『鬼』3人と『子』10人に分けた後、クロエルが用意した舞台にランダムに配置される。『鬼』となったプレイヤーは『子』を見つけ出してでーん（タッチ）することが、『子』となったプレイヤーはゲェム終了まで『鬼』から逃げ延びることがそれぞれ目的となる。
- 『鬼』はでーんした『子』を『鬼』にして『子』になれる。ただし、でーんの効果が適用されるのは手の平のみであり、手の平で相手に触れた状態で「でーん！！」と宣言しなければならない。でーんした後、元『鬼』は即座に別の場所へランダムで転送されるため、即座に『鬼』を返されることはない。
- 制限時間は1時間で、ゲェム終了時点で『鬼』となっていた3人がゲェムオーバーとなる。

特殊ルール
- 『疑心暗鬼』。『鬼』はゲェム開始時のカード引きによって決められ、AからKの13枚のカードのうちJ・Q・Kの3枚のカードを引いたプレイヤーが最初の『鬼』となる。だが、その結果を他のプレイヤーに明かす必要はなく、嘘をついても構わないため、自分以外のプレイヤーが『鬼』か『子』かは判別できない状態でのスタートとなる。そのため、『鬼』は自分が『鬼』であることを偽り、『子』は相手が『鬼』であるかを見極めなければならない。なお、クロエルは誰が最初の『鬼』になったかは確認していない。
- 『渡る世間に鬼はなし』。『子』2人が手を繋ぎ合わせることで、無敵状態になれる。ただし、効果が適用されるのは最初に手を繋いだ2人のみで、後から3人目が手を繋いでも効果は適用されない。手を繋いだ相手が実は『鬼』であり手を繋いだ時点ででーんされてしまうこともありうるほか、『鬼』2人が手を繋いで無敵状態を偽装している可能性もある。常称寺曰く、『子』2人の組み合わせができるごとに『鬼』が狙える『子』の数は減っていき、5組完成してしまうとどんなに時間が余ってようが詰みである。
- 『銭ある時は鬼をも使う』。ゲェム開始時にクロエルからプレイヤー全員に腕時計型の情報端末が与えられる。この端末にはゲェムの残り時間や自身の所持金が表示されるほか、以下の4種類の「お助けスキル」が備わっており、所持金を消費して使用できる。
  - 『サーチ』。プレイヤーの周囲（直径100m圏内）に存在する他のプレイヤーの人数を調べられる。ただし、調べられるのは人数のみ。使用可能回数は無制限で、消費金額は1000万円。
  - 『ナイトメア』。プレイヤーの視認できる範囲内に存在する他のプレイヤーのうちの誰か1人に、そのプレイヤーの過去のトラウマを見せつける。効果時間は1秒にも満たないが、足止め程度にはなりうるほか相手の正体を探ったり本性を暴き出すのにも有効である。また、相手が無敵状態の『子』でも効く。使用可能回数は無制限と説明されたが、同じ相手に2度は使用できないので実際の使用可能回数は12回。消費金額は2000万円。
  - 『テレポーテーション』。現在地から一瞬で他の場所へランダムで転移できる。転移できる範囲は現在地から直径200m圏内のみ。基本的には『子』が『鬼』から逃れるために使うスキルだが、他の場所から転移されてきたプレイヤーを見てもそれが元『鬼』がでーんで転送されてきたのかテレポーテーションを使ったプレイヤーが転送されてきたかは区別できないので、『鬼』が使い元『鬼』がでーんで転送された、すなわち転送された時点では『子』だと思い込ませて『子』を騙すのにも有効である。また、「チェンジ」攻撃から逃れるのにも有効である。使用可能回数は無制限で、消費金額は1億円。
  - 『チェンジ』。プレイヤーの視認できる範囲内に存在するプレイヤーの『鬼』と『子』を無条件で入れ替える。効果範囲は「使用者と使用者の視認できる範囲内に存在するプレイヤーのうちの1人」もしくは「使用者の視認できる範囲内に存在するプレイヤーのうちの2人」。また、使用時に視認できていても攻撃が相手に届く前にテレポーテーションなどで視認できない場所に逃げられてしまうと失敗に終わる。無敵状態の『子』に効くかはゲェム開始前には説明されなかったが、嘘月が質問したことにより、鬼かもしれない相手と手を繋いで無敵になったところでチェンジを警戒しなければならないとなると1人でいるのが一番安全だということになってしまうということで無敵状態の『子』には効かないことが説明された。使用可能回数は1回で、消費金額は10億円。1度でも使用した時点で効果の有無に関わらず10億円消費され、以後使用不可能となる。

その他
- 『鬼』が『子』にでーんすると、『鬼』の体から出現したオーラがでーんされた『子』に乗り移る。『鬼』が『鬼』、『子』が『子』、『子』が『鬼』にでーんしても何も起こらない。
- 所持金は予選で獲得した金額が引き継がれるが、各人がいくら持ってるかは公表はされない。しかし、予選で同一グループだった人同士は分かり合ってる他、自ら他のプレイヤーに示しても構わない。なお、勝者はゲェム終了時の所持金が10倍となる。
- ゲェム開始時にプレイヤー全員の服装が体操服に変えられる。両腕のサポーターには指向性の小型爆弾が仕掛けられており、後述の違反行為を行った際にクロエルの合図によって爆発する。
- 舞台全域には、不可視の状態となった無数のクロエルが監視役として配置されており、上述のようにプレイヤーからゲェムのルールに関する質問があった際にはアナウンスで回答してくれる。
- ゲェム中に『鬼』が本名を暴露されるなどして死亡した場合アナウンスされ、アナウンス開始時点で無敵状態ではない『子』からランダムで1人選び『鬼』にする。これはゲェムオーバーを3人にすることに拘るためである。アナウンス中は残り時間は減らない。
- ゲェム中の殴る・蹴る・物をぶつけるなどの他のプレイヤーへの直接的かつ積極的な暴力行為（腕をつかむ程度ならセーフ）は禁止であり、犯した場合、罰として5分間の間両腕を吹き飛ばされ、でーんおよびスキル使用ができなくなるだけでなく、その痛苦に苛まれることとなる。これもゲェム開始前には説明されていなかったが、†姫蘭†が秋原にレンガを投げ当てた際にクロエルによって説明された。

## ゲェム用語

### 予選:丁半賭博（ゲェム用語）
3-1状態
4人の賭けた目が1人だけ違う状態。山田はこの状態になることを「3-1状態が入る」、自分が1の側でこの状態になることを「自分に3-1状態が入る」と称している。3‐1状態が自分に入れば、他の3人が全員自分と違う目に賭けてることが丸分かりになるが、入る確率は低く、山田の計算によると、自分に3-1状態が入る確率は16分の1で、なおかつ自分の賭けた目が当たる確率は32分の1である。しかし、2人のプレイヤーが組んでそれぞれが違う目に賭けるよう示し合わせれば、2人に3-1状態が入る確率は2分の1まで上がり、なおかつ他の2人には絶対に3-1状態が入らなくなる。山田によると、2人で組んで3-1状態が入れば必ず勝てるらしい。
山田はこれを利用してめがね子と組んでユキを殺そうとした。
全てはサイの目の御心のままに
Fグループ8回戦限定のルール。提案者は残金1円にまで追い込まれたユキ（実は山田を調子づかせるための罠）。
サイを2度振り、2回とも6ゾロが出た場合のみ偶数、それ以外は全て奇数とする。この場合、偶数が出る確率は1296分の1である。また、プレイヤーは賭ける際に賭けるメダルの奇偶が全員に見えるよう掲げてから賭けなければならず（提案者であるユキは確率の低い偶数に賭けなければならない。その他のプレイヤーは好きな方に賭けて良いが、確率の高い奇数に賭けることになる）、宣言も必ずサイの出た目を宣言しなければならず、賭けが外れた場合アタックは避けられない。
賭ける際メダルをすり替えて逆の目に賭けてもかまわないが、表示板には反映されるのでただすり替えてもすり替えたことがバレバレである。しかし、誰かと組んで相方が逆のすり替えをすれば人数は変わらないので他のプレイヤーからはどちらのプレイヤーもすり替えをしていないように見える。
ユキはこれを利用して常称寺と組んで山田を嵌め10億ぶん取った。
トリプルアタック
『すべて灰になっても』に登場したAグループ10回戦限定のルール。提案者は憑夜泉。
憑夜泉以外の全員に対してアタックを仕掛ける。成功すれば全員から掛け金を奪い取ることができるが、一人でも「嘘の宣言」をしていないプレイヤーがいれば、アタック失敗となるだけでなく、アタックを仕掛けた全員への支払い義務が生じてしまうため、ほぼ確実にゲェムオーバーとなるという危険性も孕んでいる。
ファラリスの牡牛
遙か昔アクラガスの僭主ファラリスが命じ作らせた、人間を炙り殺すことに主眼を置いた青銅製の牛型の処刑器具。
クロエルが最も気に入っている処刑器具であり、山田の処刑に使用された。めがね子によると、もし山田がめがね子に組む話を持ってきてくれなかったら中に入ってたのはめがね子であり、山田はめがね子の身代わりになってしまったとのこと。生きて出てきたのは山田が初めてであるらしい。
エクスター公の娘
『すべて灰になっても』に登場。遙か昔イギリスの エクスター公が愛用していた対象の身体を引き伸ばす拷問器具。拷問台（ラック）。
眼球に寄生する寄生虫ロア・ロアと共に憑夜泉の処刑に使用された。

### 準々決勝:鬼ごっこ（ゲェム用語）
真戸賀市立真戸賀高等学校（まどかしりつまどかこうとうがっこう）
鬼ごっごの舞台。ユキなど一部のプレイヤーの母校でもある。
校内の施設までが詳細に再現されているが、かくれんぼになってしまわぬよう校舎などの建物内には入れないようになっている。
無敵状態
『子』2人が手を繋ぎ合わせた状態。この状態では『鬼』からのでーんは無効となり、でーんしても弾かれてしまう。「チェンジ」すら無効化できるが、「ナイトメア」は効いてしまう。
プランB
†姫蘭†の†姫蘭†による†姫蘭†のための『子』選別イベント。 表向きには「『鬼』は外。『子』はみんな手を繋いで無敵になってしまおう」と題して行われているが、その実態は提案者である†姫蘭†が、自分が組んで利用するためにふさわしい『子』を選び出す目的で開催されている。
参加資格があるのは『子』のみだが、『鬼』が『子』のふりをして参加してきた場合でも、『鬼』をあぶり出す方法があり、その方法は以下の通りである。
フェーズ1・カード宣言
鬼ごっこ開始前に『鬼』決めのために引いたカードの数字がいくつだったかを宣言する。このとき、『鬼』が嘘をついてAから10のいずれかを宣言すれば『子』と宣言が被るためどちらかが『鬼』であるということが分かるというもの。『鬼』候補となってしまったプレイヤーはフェーズ2に移る。
フェーズ2・鬼さんこちら!あぶり出し裁判
フェーズ1で宣言が被ってしまったプレイヤーは、鬼ごっこ開始からの経緯を詳しく説明する。誰かに目撃されているはずなので、証言と目撃情報に食い違いがあれば嘘をついている、すなわち『鬼』である可能性が高いということになる。
フェーズ3・†姫蘭†にでーん
フェーズ2で『子』である可能性が高いと判断されたプレイヤーは†姫蘭†にでーんする。もしそのプレイヤーが『鬼』であれば『鬼』が†姫蘭†に移るはずなので、何も起こらなければ『子』であることが証明される。万が一『鬼』だった場合はチェンジを使ってでも全力で『鬼』を返すべく他のプレイヤーにも協力してもらう。つまり†姫蘭†に『鬼』を押し付けようものならプレイヤー全員を敵に回すことになる。
3つの地獄
準々決勝の敗者である3人に与えられた処刑方法。それぞれにおいて異なるルール・条件が設けられており、一応クリアできれば処刑を取り消されて敗者復活できるようになっている。
格闘地獄
†姫蘭†に与えられた処刑方法。
服装をビキニアーマーに変えられて盾と数種類の武具を与えられ、コロシアムのような空間を舞台にシロエルと1対1の決闘を行わされる。敗者復活の条件はシロエルの殺害だが、武器も防具もシロエルの力の前にはほぼ無力に等しい。
解剖地獄
秋原カエデに与えられた処刑方法。
手術室のような空間を舞台に、ベッドに縛り付けられた状態で麻酔なしのまま肉体を解体される。敗者復活の条件はカエデが準々決勝においてその正体に気付いたプレイヤー（ユキ）の本名を暴露すること。
崩壊地獄
沙羅に与えられた処刑方法。
実験室のような空間を舞台に、沙羅を含む全員がシロエルが発生させたチェレンコフ光を浴びせられた状態でクロエルが予言した沙羅の余命（73時間23分）の間その空間内に幽閉される。プレイヤー全員が放射線被曝による苦痛を味わわされることになるが、処刑対象である沙羅以外は肉体を健全な状態に復元されて準決勝に進むことができる。敗者復活の条件は何らかの方法を用いてクロエルが予言した余命からさらに12時間生き永らえること。

## 書誌情報
- 鬼八頭かかし 『たとえ灰になっても』 スクウェア・エニックス〈ヤングガンガンコミックス〉、全6巻
  1. 2016年7月25日発売、ISBN 978-4-7575-5060-5
  2. 2017年1月25日発売、ISBN 978-4-7575-5198-5
  3. 2017年7月25日発売、ISBN 978-4-7575-5421-4
  4. 2018年1月25日発売、ISBN 978-4-7575-5605-8
  5. 2018年7月25日発売、ISBN 978-4-7575-5764-2
  6. 2019年4月25日発売、ISBN 978-4-7575-6072-7
- 原案：鬼八頭かかし、原作：辻森惺、作画：鮭no.マリネ 『すべて灰になっても』 スクウェア・エニックス〈ガンガンコミックスUP!〉、全5巻
  1. 2019年4月25日発売、ISBN 978-4-7575-6073-4
  2. 2019年4月25日発売、ISBN 978-4-7575-6074-1
  3. 2020年1月11日発売、ISBN 978-4-7575-6467-1
  4. 2020年2月12日発売、ISBN 978-4-7575-6506-7
  5. 2020年10月7日発売、ISBN 978-4-7575-6640-8